# Американо-нигерийские отношения
Американо-нигерийские отношения — двусторонние дипломатические отношения между США и Нигерией.

## История
Соединенные Штаты установили дипломатические отношения с Нигерией в 1960 году, после обретения ей независимости от Великобритании. За годы независимости в Нигерии произошла серия военных переворотов, массовых убийств и гражданская война. В 1999 году к власти пришёл демократически избранный президент, после этого закончился 16-летний период военного правления. После этого события американо-нигерийские отношения значительно улучшились, расширилось сотрудничество во внешнеполитической сфере и поддержанию мира в регионе.
Экономический рост в Нигерии в значительной степени обусловлен ростом нефтяных доходов. Хотя в стране прошли успешные выборы в 2011 году, она сталкивается с огромными трудностями в укреплении демократического порядка, а именно: с пресечением террористической деятельности, межконфессиональных конфликтов и общественным недоверием правительству. Нигерии ещё предстоит разработать эффективные меры по борьбе с коррупцией, бедностью, неэффективной системой социального обслуживания, уменьшению уровня бытового насилия. В соответствии с постановлением американо-нигерийской двусторонней комиссии, обе страны проведут переговоры по четырём основным направлениям: управлению, прозрачности гос. органов и целостности; энергии и инвестициям; дельте реки Нигер и региональной безопасности, а также сельского хозяйства и продовольствия.

## Торговля
Нигерия является для США крупнейшим торговым партнёром в Африке южнее Сахары, в основном из-за высокого уровня экспорта нефти из Нигерии. Соединенные Штаты являются крупнейшим иностранным инвестором в экономику Нигерии, прямые инвестиции в основном сосредоточены в нефтяной отрасли и оптовой торговле. США импортируют из Нигерии: масло, какао, каучук, продукты питания, нефть. Экспорт США в Нигерию: пшеница, транспортные средства, пластик.